# DigitalSign
A DigitalSign é uma empresa portuguesa do setor da segurança da identidade digital, fundada em 2001 e sediada em Guimarães.
A empresa destaca-se por ter sido o primeiro Provedor de Serviços de Confiança Qualificado (QTSP) em Portugal, reconhecido ao abrigo do Regulamento eIDAS da União Europeia.

## História
A DigitalSign iniciou a sua atividade no início dos anos 2000, no contexto da introdução da assinatura digital em Portugal.  
Com o avanço da regulamentação europeia sobre serviços de confiança, a empresa tornou-se um dos primeiros prestadores nacionais de serviços de certificação digital.  

## Serviços
A empresa fornece vários serviços no âmbito da identidade e confiança digital, incluindo:  
- Assinaturas eletrónicas qualificadas e avançadas
- Certificados digitais qualificados para pessoas singulares e coletivas
- Verificação de Identidade Digital
- Verificação de Validade de Documentos eletrónicos
- Software de assinatura eletrónica de documentos e validação
- Selos eletrónicos e carimbos temporais
- Arquivo e preservação de documentos digitais

## Reconhecimento
A DigitalSign integra a Lista de Confiança da União Europeia (EU Trusted List), sendo oficialmente reconhecida como QTSP desde 2016.